# لي ديك
لي ديك هو سياسي صيني، ولد في 1960 في Dongxiang, Fuzhou ‏ في الصين. نشط حزبياً في الحزب الشيوعي الصيني.